# Luka Grubor
Luka Grubor (* 27. Dezember 1973 in Zagreb) ist ein ehemaliger britischer Ruderer kroatischer Herkunft.
Grubor war bei den Junioren-Weltmeisterschaften 1991 als Mitglied der jugoslawischen Mannschaft Vierter im Zweier ohne Steuermann geworden. Nach der Unabhängigkeit Kroatiens ruderte Grubor bei den Ruder-Weltmeisterschaften 1993 bis 1995 für Kroatien. Seine beste Platzierung war der neunte Platz im Vierer mit Steuermann bei den Ruder-Weltmeisterschaften 1994. 1995 verließ Grubor Kroatien und ging zum Studium nach England. Als Student der Somerville College, University of Oxford, nahm er 1997 am Boat Race teil.
Ab 1998 war Grubor international für das Vereinigte Königreich startberechtigt. Bei den Ruder-Weltmeisterschaften 1998 belegte er den achten Platz mit dem Vierer mit Steuermann. 1999 wechselte Grubor in den Achter und belegte im Weltcup dreimal den zweiten Platz: zweimal hinter dem rumänischen Boot, einmal hinter dem russischen Achter. Bei den Ruder-Weltmeisterschaften 1999 gewann der Titelverteidiger aus den USA vor den Briten, die ihrerseits die Russen und die Rumänen hinter sich ließen. 2000 siegten beim Weltcup-Auftakt die Kroaten vor den Briten. Die anderen beiden Weltcup-Regatten gewannen die Briten, die sich auch bei den Olympischen Spielen 2000 in Sydney vor den australischen Gastgebern und den Kroaten die Goldmedaille sicherten. Bei den Ruder-Weltmeisterschaften 2001 belegte Grubor mit dem britischen Achter den fünften Platz.
2002 wechselte der 1,98 m große Luka Grubor kurz vor den Weltmeisterschaften in den Vierer mit Steuermann und gewann in dieser Bootsklasse zum Abschluss seiner Karriere seinen einzigen Weltmeistertitel.